# 5.ª edición de los Crunchyroll Anime Awards
La 5.ª edición de los Crunchyroll Anime Awards se llevó a cabo el 19 de febrero de 2021, en honor a la excelencia en el anime de 2020. Crunchyroll anunció la lista de categorías, así como los jueces, el 16 de diciembre de 2020. Señalaron que las categorías utilizadas en la edición anterior también se utilizarían en esta edición. También señalaron que aumentó el número de jueces. Los nominados fueron anunciados el 15 de enero, el primer día de votación. Estuvo vigente hasta el 22 de enero. Se emitieron 15 millones de votos, con una mayoría proveniente de Estados Unidos , México y Brasil. La ceremonia de premiación se transmitió en vivo el 19 de febrero como un evento digital. Fue presentado virtualmente por Tim Lyu con Crunchyroll-Hime, la mascota oficial de Crunchyroll. Debido a la pandemia de COVID-19, Crunchyroll señaló que el programa "se verá diferente".

## Ganadores y nominados
Great Pretender, Jujutsu Kaisen y Eizōken ni wa Te wo Dasu na! cada uno recibió diez nominaciones, seguidos por Beastars con ocho y Tower of God con siete. Entre los nominados se encontraba Mamoru Miyano, quien recibió su tercera nominación en los premios, esta vez como Mejor Secuencia de Cierre. El actor de voz Yuichi Nakamura recibió su segunda nominación en la categoría Mejor Interpretación de Voz (Japonés). Yutaka Yamada fue nominada en dos categorías, Mejor Banda Sonora y Mejor Secuencia de Apertura. El tema de apertura y cierre de Jujutsu Kaisen fueron nominados en sus respectivas categorías. La banda japonesa ALI recibió dos nominaciones, una en Mejor Secuencia de Apertura y otra en Ending. Los directores Masaaki Yuasa y Yuzuru Tachikawa recibieron cada uno su segunda nominación como Mejor Director. Fruits Basket fue nuevamente nominada por segunda vez en la categoría Mejor Drama. Kaguya-sama wa Kokurasetai: Tensai-tachi no Ren'ai Zunōsen recibió su segunda nominación en Mejor Comedia. Dos escenas de lucha de The God of High School fueron nominadas para el premio Mejor Escena de Combate. Kaguya Shinomiya y Miyuki Shirogane, ganadores en la edición anterior, fueron nominados nuevamente a Mejor Pareja. Kevin Penkin recibió su tercera nominación consecutiva a Mejor Banda Sonora.
Jujutsu Kaisen ganó el premio Anime del Año. Kaguya-sama wa Kokurasetai: Tensai-tachi no Ren'ai Zunōsen ganó en la categoría Mejor Comedia por segunda vez. Masaaki Yuasa ambién ganó su segundo Best Director; el anime que dirigió, Eizōken ni wa Te wo Dasu na!, ganó en la categoría Mejor Animación. Kevin Penkin recibió su segunda victoria en la categoría Mejor Banda Sonora. ALI ganó en la categoría Mejor Secuencia de Apertura y Mejor Secuencia de Cierre por "Wild Side" y "LOST IN PARADISE" respectivamente. Re:Zero kara Hajimeru Isekai Seikatsu ganó el premio a la Mejor Fantasía, mientras que Fruits Basket ganó el Mejor Drama.

### Categorías
Indica el ganador dentro de cada categoría, mostrado al principio y resaltado en negritas. A continuación se listan los nominados y ganadores de los Crunchyroll Anime Awards:
| Anime del Año - Jujutsu Kaisen — MAPPA - Appare-Ranman! — P.A.Works - Beastars — Orange - Dorohedoro — MAPPA - Great Pretender — Wit Studio - Eizōken ni wa Te wo Dasu na! — Science SARU | Mejor Protagonista - Catarina Claes — Otome Game no Hametsu Flag Shika Nai Akuyaku Reijō ni Tensei Shiteshimatta... - Anos Voldigoad — Maō Gakuin no Futekigōsha - Midori Asakusa — Eizōken ni wa Te wo Dasu na! - Natsume — Deca-Dence - Shoyo Hinata — Haikyu!! To the Top - Yuji Itadori — Jujutsu Kaisen |
| Mejor Antagonista - Ryoumen Sukuna — Jujutsu Kaisen - Akito Soma — Fruits Basket (temporada 2) - Echidna — Re:Zero kara Hajimeru Isekai Seikatsu (temporada 2) - En — Dorohedoro - Overhaul — My Hero Academia (temporada 4) - Rachel — Tower of God | Mejor Personaje Masculino - Shoyo Hinata — Haikyu!! To the Top - Anos Voldigoad — Maō Gakuin no Futekigōsha - Caiman — Dorohedoro - Khun Agüero Agnes — Tower of God - Legoshi — Beastars - Satoru Gojo — Jujutsu Kaisen |
| Mejor Personaje Femenino - Kaguya Shinomiya — Kaguya-sama wa Kokurasetai: Tensai-tachi no Ren'ai Zunōsen (Temporada 2) - Abigail Jones — Great Pretender - Catarina Claes — Otome Game no Hametsu Flag Shika Nai Akuyaku Reijō ni Tensei Shiteshimatta... - Chizuru Mizuhara — Kanojo, Okarishimasu - Noi — Dorohedoro - Sayaka Kanamori — Eizōken ni wa Te wo Dasu na!                                                                    | Mejor Secuencia de Apertura - "Wild Side" por ALI — Beastars - "DADDY! DADDY! DO! ft. Airi Suzuki" por Masayuki Suzuki — Kaguya-sama wa Kokurasetai: Tensai-tachi no Ren'ai Zunōsen (Temporada 2) - "Easy Breezy" por chelmico — Eizōken ni wa Te wo Dasu na! - "G.P." compuesta por Yutaka Yamada — Great Pretender - "KAIKAI KITAN" por Eve — Jujutsu Kaisen - "PHOENIX" por BURNOUT SYNDROMES — Haikyu!! To the Top                             |
| Mejor Secuencia de Cierre - "LOST IN PARADISE" por ALI ft. AKLO — Jujutsu Kaisen - "D.D.D.D" por ((K)NoW_NAME) — Dorohedoro - "Last Dance" por Mamoru Miyano — Kyokō Suiri - "NIGHT RUNNING" por Shin Sakura ft. AAAMY — BNA: Brand New Animal - "The Great Pretender" por Freddie Mercury — Great Pretender - "Welcome My Friend" por OKAMOTO'S — Fugō Keiji Balance: Unlimited                                                           | Mejor Interpretación de Voz (Japonés) - Yūsuke Kobayashi como Subaru Natsuki — Re:Zero kara Hajimeru Isekai Seikatsu (temporada 2) - Megumi Ogata como Hanako — Jibaku Shōnen Hanako-kun - Mutsumi Tamura como Sayaka Kanamori — Eizōken ni wa Te wo Dasu na! - Riho Sugiyama como Minare Koda — Nami yo Kiite Kure - Yūichi Nakamura como Satoru Gojou — Jujutsu Kaisen - Yūsuke Ōnuki como Daisuke Kambe — Fugō Keiji Balance: Unlimited         |
| Mejor Interpretación de Voz (Inglés) - Zeno Robinson como Hawks — My Hero Academia (temporada 4) - Aaron Phillips como Laurent Thierry — Great Pretender - Anairis Quiñones como Echidna — Re:Zero kara Hajimeru Isekai Seikatsu (temporada 2) - Crispin Freeman como Ziusudra — Fate/Grand Order - Absolute Demonic Front: Babylonia - Johnny Yong Bosch como Bam — Tower of God - Jonah Scott como Legoshi — Beastars                    | Mejor Director - Masaaki Yuasa — Eizōken ni wa Te wo Dasu na! - Hiro Kaburagi — Great Pretender - Mamoru Hatakeyama — Kaguya-sama wa Kokurasetai: Tensai-tachi no Ren'ai Zunōsen (Temporada 2) - Sunghoo Park — Jujutsu Kaisen - Takashi Sano — Tower of God - Yuzuru Tachikawa — Deca-Dence |
| Mejor Animación - Eizōken ni wa Te wo Dasu na! — Science SARU - Beastars — Orange - Great Pretender — Wit Studio - Jujutsu Kaisen — MAPPA - Princess Connect! Re:Dive — CygamesPictures - The God of High School — MAPPA | Mejor Diseño de Personajes - Mayuka Itou, diseño original por Iro Aida — Jibaku Shōnen Hanako-kun - Genice Chan y Yuusuke Yoshigaki — BNA: Brand New Animal - Masashi Kudoh y Miho Tanino, iseño original por SIU — Tower of God - Naoyuki Asano, iseño original por Sumito Oowara — Eizōken ni wa Te wo Dasu na! - Rumiko Takahashi y Yoshihito Hishinuma — Yashahime: Princess Half-Demon - Yoshiyuki Sadamoto y Hirotaka Katō — Great Pretender |
| Mejor Escena de Combate - Deku vs. Overhaul — My Hero Academia (temporada 4) - Bercouli vs. Dark God Vecta — Sword Art Online: Alicization: War of the Underworld Part 2 - Brawler vs. Master — Akudama Drive - Jin Mori vs. Han Daewi — The God of High School - Jin Mori vs. Jegal Taek — The God of High School - Satoru Gojou vs. Ryoumen Sukuna — Jujutsu Kaisen                                                                      | Mejor Drama - Fruits Basket (temporada 2) — TMS Entertainment - Beastars — Orange - Great Pretender — Wit Studio - Japan Sinks 2020 — Science SARU - Yesterday wo Utatte — Doga Kobo - Somali to Mori no Kamisama — Satelight & HORNETS |
| Mejor Comedia - Kaguya-sama wa Kokurasetai: Tensai-tachi no Ren'ai Zunōsen (Temporada 2) — A-1 Pictures - Kakushigoto — Ajia-do Animation Works - Eizōken ni wa Te wo Dasu na! — Science SARU - Otome Game no Hametsu Flag Shika Nai Akuyaku Reijō ni Tensei Shiteshimatta... — Silver Link - Maōjō de Oyasumi — Doga Kobo - Maō Gakuin no Futekigōsha — Silver Link                                                                       | Mejor Banda Sonora - Kevin Penkin — Tower of God - Alisa Okehazama — The God of High School - Kensuke Ushio — Japan Sinks 2020 - Oorutaichi — Eizōken ni wa Te wo Dasu na! - Satoru Kōsaki — Beastars - Yutaka Yamada — Great Pretender |
| Mejor Pareja - Nasa Yuzaki & Tsukasa Yuzaki — Tonikaku Kawaii - Catarina Claes & Maria Campbell — Otome Game no Hametsu Flag Shika Nai Akuyaku Reijō ni Tensei Shiteshimatta... - Chizuru Mizuhara & Kazuya Kinoshita — Kanojo, Okarishimasu - Kaguya Shinomiya & Miyuki Shirogane — Kaguya-sama wa Kokurasetai: Tensai-tachi no Ren'ai Zunōsen (Temporada 2) - Kotoko Iwanaga & Kuro Sakuragawa — Kyokō Suiri - Legoshi & Haru — Beastars | Mejor Acción - Re:Zero kara Hajimeru Isekai Seikatsu (temporada 2) — White Fox - Honzuki no Gekokujō (temporada 2) — Ajia-do Animation Works - Deca-Dence — NUT - Dorohedoro — MAPPA - Dragon Quest: Las aventuras de Fly — Toei Animation - Tower of God — Telecom Animation Film |
| Fuente: | |

## Estadísticas

### Anime con múltiples nominaciones
| Nominaciones | Anime                                                                         |
| ------------ | ----------------------------------------------------------------------------- |
| 10           | Great Pretender                                                               |
| 10           | Jujutsu Kaisen                                                                |
| 10           | Eizōken ni wa Te wo Dasu na!                                                  |
| 8            | Beastars                                                                      |
| 7            | Tower of God                                                                  |
| 6            | Dorohedoro                                                                    |
| 5            | Kaguya-sama wa Kokurasetai: Tensai-tachi no Ren'ai Zunōsen (Temporada 2)      |
| 4            | Otome Game no Hametsu Flag Shika Nai Akuyaku Reijō ni Tensei Shiteshimatta... |
| 4            | Re:Zero kara Hajimeru Isekai Seikatsu (temporada 2)                           |
| 3            | Deca-Dence                                                                    |
| 3            | The God of High School                                                        |
| 3            | Haikyu!! To the Top                                                           |
| 3            | Maō Gakuin no Futekigōsha                                                     |
| 3            | My Hero Academia (temporada 4)                                                |
| 2            | BNA: Brand New Animal                                                         |
| 2            | Fruits Basket (temporada 2)                                                   |
| 2            | Kyokō Suiri                                                                   |
| 2            | Japan Sinks 2020                                                              |
| 2            | Kanojo, Okarishimasu                                                          |
| 2            | Fugō Keiji Balance: Unlimited                                                 |

### Anime con múltiples victorias
| Gana | Anime                                                                    |
| ---- | ------------------------------------------------------------------------ |
| 3    | Jujutsu Kaisen                                                           |
| 2    | Kaguya-sama wa Kokurasetai: Tensai-tachi no Ren'ai Zunōsen (Temporada 2) |
| 2    | Eizōken ni wa Te wo Dasu na!                                             |
| 2    | My Hero Academia (temporada 4)                                           |
| 2    | Re:Zero kara Hajimeru Isekai Seikatsu (temporada 2)                      |